# San Lorenzo Giustinian (1691)
Lo San Lorenzo Giustinian fu un vascello di linea veneziano da 86 cannoni che prestò servizio nella Armada tra il 1691 e il 1712.

## Storia
Nel giugno 1690 il Senato della Repubblica di Venezia, accogliendo il suggerimento dei periti che avevano esaminato le costruzioni navali veneziani precedenti, decise di autorizzare la costruzione di due nuove navi basate sul modello della Redentor del Mondo realizzata da Iseppo de Pieri.  Al fine di garantire una maggiore sicurezza le loro ordinate vennero allungate di molto e aumentate a uno spessore di 43 mm. La costruzione delle due nuove navi, Leon Coronato e San Lorenzo Giustinian, procedette lentamente e quando, dopo cinque mesi, gli scafi si trovavano a meno di un terzo della messa in opera intervennero i Provveditori e i Patroni dell'Arsenale che chiesero di appaltarne la costruzione. Il Senato decise diversamente e autorizzo Iseppo de Pieri e Stefano Conti ad assumere quaranta "marangoni" che lavorassero dall'alba al tramonto. Sa subito la realizzazione dei vascelli procedette rapidamente, il Leon Coronato fu varato nel gennaio 1691 e il San Lorenzo Giustinian nel febbraio successivo.
La rapidità con cui furono portate a termine le due navi fece si che Stefano Conti e Iseppo de Pieri avessero un aumento della paga giornaliera di 10 soldi. Si trattava delle navi più grandi mai costruite fino ad allora nell'Arsenale, e le prime che avevano usufruito pienamente dell'allargamento del Rio dell'Arsenale. Intagli e indoratura delle due navi costarono all'epoca 300 ducati. L'11 aprile 1691 il San Lorenzo Giustinian uscì dall'Arsenale, con armamento di 70 cannoni, ed entrò a far parte dell' Armata Grossa in quello stesso anno al comando del governator di nave Giovanni Morelli. Le due unita nuove lasciarono Venezia troppo tardi per partecipare alla campagna navale del 1691 nel Mar Egeo e si unirono all'Armata Grossa dopo la meta di settembre. La San Lorenzo Giustinian  fu scelta come nave ammiraglia dal capitano straordinario della navi Daniele IV Dolfin. Alla fine del 1693 l'Arsenale disponeva di sufficiente legname stagionato per iniziare la costruzione di altre due unita e i Provveditori e Patroni proposero al Senato di riprodurre il modello del San Lorenzo Giustinian,  ma il Senato volle conoscere le precise differenze costruttive tra San Lorenzo Giustinian e Giove Fulminante. Conti e gli altri maestri d'ascia riconobbero che la San Lorenzo Giustinian era meno veloce, ma più larga di fondo, rimaneva in assetto anche senza zavorra e poteva quindi entrare e uscire da Malamocco con l'artiglieria in batteria; inoltre con la sua maggior robustezza costruttiva poteva imbarcare cannoni da 30 libbre in corridoio e da 20 in coperta, mentre la Giove Fulminante era limitata a pezzi da 20 e da 14 libbre.
All'epoca era in corso la guerra di Morea che vedeva contrapposti la Repubblica di Venezia e l'Impero turco. Il San Lorenzo Giustinian,partecipò alla battaglia di Spalmadori in forza alla squadra navale veneziana al comando del capitano generale da mar Antonio Zeno. Il 9 febbraio 1695 la flotta veneziana, composta dai vascelli Stella Maris (nave ammiraglia su cui alzava la sua insegna il comandante straordinario della navi Girolamo Priuli, 70 cannoni), Rosa (60), San Lorenzo Giustinian (70), Leon Coronato, Nettuno (60), Valor Coronato (54), San Domenico (60), Redentor del Mondo (70), Vittoria (60), San Nicolò (54), Sacra Lega (60), Drago Volante (60), Fama Volante (50), Madonna della Salute (50), Venere Armata (52), Ercole Vittorioso (60), San Antonio di Padova (50), Pace ed Abbondanza (50), San Giovanni Battista Piccolo (50), San Vittorio (62), e San Giovanni Battista Grande, da 5 galeazze e 21 galee si trovava posizionata a difesa dell'isola di Chio, vicino alle Oinousses, un piccolo gruppo di isole al largo di Capo Karaburun nell'Anatolia occidentale. Quel giorno Zeno impegnò combattimento contro la squadra turca dell'ammiraglio Hacı Hüseyin Pascià forte di 20 velieri e 20 galee.
Nel durissimo combattimento la squadra veneziana perse per incendio i vascelli Stella Maris (dove si trovava imbarcato il capitano straordinario delle navi Girolamo Priuli), Leon Coronato (incendiatosi a sua volta nel tentativo di soccorrere la "Capitana") e Drago Volante (esploso dopo che il fuoco raggiunse la Santa Barbara), mentre il vascello San Vittorio rimase gravemente danneggiato.
Il 19 febbraio la squadra veneziana, al comando del nuovo capitano straordinario delle navi Bartolomeo Contarini, e composta dai vascelli Vittoria (46), San Lorenzo Giustinian (66, nave ammiraglia), San Domenico (50), Valor Coronato (52), Ercole Vittorioso (40), Madonna della Salute (51), San Andrea (56), Sacra Lega (58), Fama Volante (40), San Antonio da Padova (40), Nettuno (48), Pace e Abbondanza (48), Venere Armata (44), San Giovanni Battista Piccolo (42), Rosa (50), e Redentor del Mondo (66) impegnò di nuovo combattimento contro la flotta ottomana al termine del quale il comandante del San Lorenzo Giustinian, governator di nave Raffaele Bianchi, rimase ucciso. Oramai indifendibile, l'isola di Chio fu evacuata dai veneziani nella notte del 22 febbraio.
Ricevuti rinforzi, alla metà del mese di settembre il nuovo capitano generale da mar Alessandro Molin passò all'azione entrando nel canale di Chio e impegnando combattimento contro la squadra ottomana. Nel corso dello scontro il San Lorenzo Giustinian, su cui alzava la sua insegna Bartolomeo Contarini, si trovò all'avanguardia e fu impegnato da quattro navi ottomane riuscendo a respingere i loro attacchi.
Con armamento portato a 86 cannoni il San Lorenzo Giustinian partecipò successivamente alla battaglia di Andro (22 agosto 1696) dove subì gravi danni all'alberatura ed ebbe a bordo 70 morti e 130 feriti. Il 7 luglio dell'anno successivo, come nave ammiraglia della prima squadra, prese parte alla battaglia di Lemno combattuta dalla flotta veneziana contro quella ottomana danneggiando gravemente una nave nemica con il fuoco della propria artiglieria. Nel corso della battaglia di Negroponte del 1 settembre rimase danneggiata da un proiettile di pietra dell'artiglieria nemica da 44 orka.
Al comando del capitano Francesco Gori il 20 settembre 1698 partecipò alla battaglia di Metelino, nel corso della quale, a causa di una errata manovra, entrò in collisione con la poppa della nave ammiraglia Rizzo d'Oro, su cui alzava la sua insegna il capitano straordinario della nevi Daniele IV Dolfin, immobilizzandola temporaneamente.
Con decreto del Senato in data 4 aprile 1712 fu messa fuori servizio ridotta in pontone.

### Fonti
1. 1 2  http://www.veneziamuseo.it/ARSENAL/schede_arsenal/vascelli.htm.
2. 1 2 3  Threedecks.
3. 1 2 3 4  Candiani 2009, p. 267.
4. 1 2  Candiani 2009, p. 268.
5. ↑  Candiani 2009, p. 272.
6. ↑  Candiani 2009, p. 273.
7. 1 2 3  Candiani 2009, p. 274.
8. 1 2  Levi 1896, p. 24.
9. 1 2  Candiani 2009, p. 278.
10. ↑  Nani Mocenigo 1938, p. 95.
11. ↑  Nani Mocenigo 1938, p. 91.
12. ↑  Candiani 2009, p. 305.
13. ↑  Candiani 2009, p. 306.
14. ↑  Candiani 2009, p. 311.
15. ↑  Candiani 2009, p. 312.
16. ↑  Candiani 2009, pp. 351-352.
17. ↑  Candiani 2009, p. 370.
18. ↑  Candiani 2009, p. 376.
19. ↑  Candiani 2009, p. 399.